# Miracle sur glace
Le « miracle sur glace » (ou Miracle on Ice en anglais) désigne l'improbable victoire de l'équipe des États-Unis d'Amérique sur l'Union soviétique lors du tour final du tournoi olympique de hockey sur glace lors des XIIIe Jeux olympiques d'hiver, tenus en 1980  à Lake Placid dans l'État de New York aux États-Unis. Lors des Jeux de Squaw Valley en 1960, les universitaires américains battent aussi les Soviétiques, remportant leur première médaille d'or olympique en hockey sur glace, et cet événement est connu comme le miracle oublié.

## Description
Le « miracle sur glace » désigne l'exploit des hockeyeurs américains qui, le 22 février 1980, battent l'équipe soviétique, réputée invincible. Cette victoire inattendue marque profondément l'histoire du hockey sur glace : à l'occasion de son centenaire, la Fédération internationale de hockey sur glace sacre le « Miracle sur glace » comme l'événement numéro un de son histoire.
Tous les pronostics plaidaient en faveur de l’équipe soviétique à la conquête d’un 5e titre olympique consécutif : l’entraîneur, Viktor Tikhonov, dirige alors des joueurs de légende tels Boris Mikhailov, Aleksandr Maltsev, Vladimir Petrov, Valeri Kharlamov et le gardien Vladislav Tretiak, sans oublier les jeunes talents Viatcheslav Fetissov ou Sergueï Makarov.
L’équipe soviétique s’appuie sur des joueurs expérimentés, au contraire de l’équipe américaine, formée des meilleurs joueurs universitaires, donc jeunes et inexpérimentés (les joueurs professionnels de la LNH étant inéligibles pour l'épreuve). Une semaine avant le début du tournoi, un match préparatoire avait d'ailleurs été organisé au Madison Square Garden de New York, où les États-Unis s’inclinaient 10 à 3.

### Le tournoi
Le tournoi olympique de Lake Placid comptait douze nations réunies en deux groupes de six. Les deux meilleures équipes de chaque groupe se qualifient pour le tour final, les points acquis contre l’équipe qualifiée de son propre groupe étant conservés.
Les États-Unis, menés par l'entraîneur Herb Brooks, se qualifièrent en compagnie des Suédois en conservant donc le point acquis lors du match nul Suède-États-Unis. L'Union soviétique sortait facilement en tête de l’autre groupe en compagnie de la Finlande en conservant le bénéfice de leur victoire.
Les Américains avaient réalisé un petit exploit en se qualifiant dans ce groupe très relevé et en éliminant des nations majeures comme la Tchécoslovaquie et l'Allemagne de l'Ouest ; de plus, les jeunes universitaires impressionnaient les observateurs par leurs qualités physiques et par leur jeu rapide et mobile. Mais les Soviétiques avaient évidemment un avantage, en se lançant dans la dernière ligne droite avec un à deux points d'avance sur leurs adversaires.

### Le match
Dans une patinoire acquise à la cause des Américains, le match pouvait commencer, mais rapidement Vladimir Kroutov détourna un tir d'Alekseï Kassatonov, hors de portée du gardien américain Jim Craig : les Soviétiques prenaient les devants 1-0. Les Américains revinrent au score par l’intermédiaire de Buzz Schneider, qui remet les deux équipes à égalité. Joie de courte durée puisque les Soviétiques reprirent un but d’avance par Sergueï Makarov.
Jim Craig, le gardien américain, enchaînait les arrêts décisifs empêchant les Soviétiques de prendre le large, le score restant de 2 à 1. À une seconde de la fin de la première période, sur un tir lointain de Christian, mal dégagé par Tretiak, Johnson égalisa pour les États-Unis dans une atmosphère indescriptible.
Au début de la deuxième période, l’entraîneur russe Tikhonov remplaça Tretiak, alors considéré comme le meilleur gardien au monde, par Vladimir Mychkine, événement très rare depuis l’hégémonie russe sur ce sport. En seconde période, Maltsev redonnait l’avantage à l’URSS et portait le score à 3-2, tandis que Craig continuait à arrêter les autres offensives soviétiques. On pensait les Soviétiques sûrs de leur avantage, mais une fois encore les jeunes Américains égalisèrent par l’intermédiaire de Johnson en début de la troisième période. À dix minutes de la fin du match, Mark Pavelich passa à Mike Eruzione, le capitaine américain, qui d’un tir trompa la vigilance du gardien soviétique pour donner l’avantage aux Américains pour la première fois du match : 4 à 3.
L’exploit était proche. Craig résista aux assauts offensifs soviétiques jusqu’à la fin dans une ambiance extraordinaire. Les États-Unis remportèrent donc une improbable victoire : les millions de téléspectateurs venaient d’assister en direct à un « miracle sportif ».

#### Effectifs
| No | Joueur            | Position       |
| -- | ----------------- | -------------- |
| 1  | Steve Janaszak    | Gardien de but |
| 3  | Ken Morrow        | Défenseur      |
| 5  | Mike Ramsey       | Défenseur      |
| 6  | Bill Baker (A)    | Défenseur      |
| 8  | Dave Silk         | Ailier droit   |
| 9  | Neal Broten       | Centre         |
| 10 | Mark Johnson      | Centre         |
| 11 | Steve Christoff   | Ailier droit   |
| 15 | Mark Wells        | Centre         |
| 16 | Mark Pavelich     | Centre         |
| 17 | Jack O'Callahan   | Défenseur      |
| 19 | Eric Strobel      | Ailier droit   |
| 20 | Bob Suter         | Défenseur      |
| 21 | Mike Eruzione (C) | Ailier gauche  |
| 23 | Dave Christian    | Défenseur      |
| 24 | Rob McClanahan    | Ailier gauche  |
| 25 | Buzz Schneider    | Ailier gauche  |
| 27 | Phil Verchota     | Ailier gauche  |
| 28 | John Harrington   | Ailier droit   |
| 30 | Jim Craig         | Gardien de but |

| No | Joueur                  | Position       |
| -- | ----------------------- | -------------- |
| 1  | Vladimir Mychkine       | Gardien de but |
| 2  | Viatcheslav Fetissov    | Défenseur      |
| 5  | Vassili Pervoukhine     | Défenseur      |
| 6  | Valeri Vassiliev (A)    | Défenseur      |
| 7  | Alekseï Kassatonov      | Défenseur      |
| 9  | Vladimir Kroutov        | Ailier gauche  |
| 10 | Aleksandr Maltsev       | Centre         |
| 11 | Iouri Lebedev           | Ailier droit   |
| 12 | Sergueï Starikov        | Défenseur      |
| 13 | Boris Mikhaïlov (C)     | Ailier droit   |
| 14 | Zinetoula Bilialetdinov | Défenseur      |
| 16 | Vladimir Petrov         | Centre         |
| 17 | Valeri Kharlamov        | Ailier gauche  |
| 19 | Helmuts Balderis        | Ailier droit   |
| 20 | Vladislav Tretiak       | Gardien de but |
| 22 | Viktor Jlouktov         | Centre         |
| 23 | Aleksandr Golikov       | Ailier droit   |
| 24 | Sergueï Makarov         | Ailier droit   |
| 25 | Vladimir Golikov        | Centre         |
| 26 | Aleksandr Skvortsov     | Ailier gauche  |

#### Feuille de match
| 22 février | États-Unis | 4-3 (2-2, 0-1, 2-0) | URSS | Olympic Fieldhouse |

| Feuille de match | Feuille de match | Feuille de match            | Feuille de match | Feuille de match               |
| ---------------- | --- | --------------------------- | --- | ------------------------------ |
|                  | - Schneider (Pavelich) - 14 min 3 s - Johnson (Christian, Silk) - 19 min 59 s - Johnson (Silk) (SN) - 48 min 39 s Eruzione (Pavelich, Harrington) - 50 min 0 s | 0-1 1-1 1-2 2-2 2-3 3-3 4-3 | 9 min 12 s - Kroutov (A. Kassatonov) - 17 min 34 s - S. Makarov (A. Golikov) - 22 min 18 s - Maltsev (Kroutov) (SN) | Arbitrage : Karl-Gustav Kaisla |
| Jim Craig        | Gardiens | Vladislav Tretiak           | | Arbitrage : Karl-Gustav Kaisla |
| 6 min            | Pénalités | 6 min                       | | Arbitrage : Karl-Gustav Kaisla |
| 16               | Tirs | 39                          | | Arbitrage : Karl-Gustav Kaisla |

### L'apothéose
Deux jours plus tard, les États-Unis battaient la Finlande 4 à 2 et remportaient la médaille d’or olympique.
| Équipe           | J | G | P | N | BP | BC | Pts |
| ---------------- | - | - | - | - | -- | -- | --- |
| États-Unis       | 3 | 2 | 0 | 1 | 10 | 7  | 5   |
| Union soviétique | 3 | 2 | 1 | 0 | 16 | 8  | 4   |
| Suède            | 3 | 0 | 1 | 2 | 7  | 14 | 2   |
| Finlande         | 3 | 0 | 2 | 1 | 7  | 11 | 1   |

## Postérité

### Au cinéma
Un téléfilm intitulé Miracle on Ice, mettant en vedette Karl Malden dans le rôle de l'entraîneur Brooks et Steve Guttenberg dans le rôle du gardien Craig a été diffusé à la télévision américaine en 1981, puis lancé en salle en 1989. Un autre film, intitulé Miracle, est sorti en 2004. Il a pour vedette Kurt Russell dans le rôle de Herb Brooks.

### À la télévision
L'épisode 4.07 L'Homme à la cigarette de la série X-Files donne une explication à cet exploit. L'homme à la cigarette a donné l'ordre de piquer avec une aiguille anesthésiante le gardien russe, ralentissant considérablement ses réflexes. Cette scène a pour but de montrer la toute-puissance du personnage dans les événements à échelle internationale.
L'intrigue principale de l'épisode 13 de la saison 5 d'American Dad! tourne autour de cet exploit sportif mythique, dont les protagonistes sont les héros de Stan, tandis que Roger l'extraterrestre a incarné Chucks Lemeuneu, membre fictif de l'équipe américaine.
Dans l'épisode 22 de la saison 4 de Scrubs, le Docteur Cox explique à Elliot qu'il a une mémoire limitée et qu'après la très ennuyeuse histoire qu'elle venait de lui raconter, il venait de perdre le souvenir du miracle sur glace.
Dans la saison 4 de la série animée Archer, il est fait mention de l'héroïsme de Mike Eruzione, attaquant de l'équipe américaine lors du match.